# Julian Voelkel
Julian Voelkel (* 30. April 1973 in Berlin) ist ein ehemaliger deutscher Leichtathlet.

## Sportliche Karriere
Julian Voelkel begann bei der LG Hohenfels und startete ab 1994 für den TSV Bayer 04 Leverkusen. 
Bei den Deutschen Meisterschaften 1994, 1997 und 1998 siegte er mit der Leverkusener 4-mal-400-Meter-Staffel, wobei außer ihm auch Daniel Bittner in allen drei Meisterstaffeln dabei war. Seine Bestleistung von 46,25 Sekunden stellte er am 19. August 1995 in Schwäbisch Gmünd auf. Im gleichen Jahr nahm Voelkel an der Universiade in Fukuoka teil, schied aber im Zwischenlauf über 400 Meter aus.
Zwischen 1993 und 1997 trat Voelkel siebenmal im Nationaltrikot an. Bei den Hallenweltmeisterschaften 1995 in Barcelona schied er im Zwischenlauf über 400 Meter aus. 1996 erreichte er über diese Strecke den vierten Platz bei den Halleneuropameisterschaften in Stockholm.